# 関宿藩
関宿藩（せきやどはん）は、下総国葛飾郡（現在の千葉県野田市）関宿三軒家に存在した藩。藩庁は関宿城にあったが、現在の茨城県猿島郡境町にあたる地域をも城下町とした。
利根川と江戸川の分岐点にあたり、利根川水運の要衝であることから、江戸幕府にとっては重要拠点だった。そのため信頼の厚い譜代大名がその藩主に任じられた。

## 藩史
関宿は徳川家が関東に移された頃から重要拠点のひとつとして見なされていた。そのため、徳川家が関東に入ったとき、関宿には徳川家康の異父弟・松平康元が2万石で入り、関宿藩が立藩した。康元は天正19年（1591年）に2万石を加増され、4万石となった。康元が死去すると、嫡男の松平忠良が跡を継いだ。忠良は大坂の陣で戦功を挙げたことから、元和2年（1616年）9月、1万石加増の上で美濃大垣藩に加増移封された。翌年12月、越後三条藩から松平重勝が2万6000石で入るが、元和5年（1619年）に遠江横須賀藩に移封となった。同年10月、下総古河藩より小笠原政信が2万2700石で入る。政信は寛永17年（1640年）7月に早世し、養嗣子の小笠原貞信が跡を継いだが、わずか9歳の幼少では重要な関宿にはふさわしくないとして、同年9月に美濃高須藩に移封となった。
その後、遠江久野藩より北条氏重が2万石で入るが、正保元年（1644年）3月に駿河田中藩に移封された。代わって武蔵石戸藩から牧野信成が1万7000石で入る。信成は正保4年（1647年）に隠居し、子の牧野親成が跡を継いだ。親成は承応3年（1654年）に京都所司代となったため河内国内に1万石を加増され、明暦2年（1656年）に摂津・河内国内に加増移封となった。代わって、それまで京都所司代だった板倉重宗が山城・近江国内から関宿に入った。重宗は同年末に関宿にて死去し、跡を子の板倉重郷が継ぐ。重郷は寺社奉行となったときに弟の板倉重形に5000石を分与して、4万5000石を領することとなる。重郷死後は子の板倉重常が継ぐ。重常は寛文9年（1669年）2月、5000石加増の上で伊勢亀山藩に移封された。
板倉氏が去った後、久世広之が5万石で入る。広之は徳川家綱の下で側衆、若年寄、老中を歴任した人物である。広之の死後は子の久世重之が継ぎ、天和3年（1683年）8月に備中庭瀬藩に移された。同年9月、牧野成貞が常陸国内より2万石加増の5万3000石で入る。成貞は徳川綱吉の下で側用人として重用されたことから、元禄元年（1688年）、和泉国や常陸国内に2万石を加増されて7万3000石の大名となった。元禄8年（1695年）に隠居し、家督は養嗣子の牧野成春が継いだ。成春は宝永2年（1705年）に7000石を加増の上で三河吉田藩に移封された。
代わって久世重之が関宿藩主に再任となる。以後、久世家の支配により明治維新を迎えることとなる。重之は関宿藩に戻る前にすでに寺社奉行、若年寄を歴任して5万石を領していたが、関宿藩主となった翌年に老中に栄進したことから、1万石を加増された。久世家3代・暉之は弟に2000石を分与したため、関宿藩は5万8000石となった。
幕末期には様々な混乱があったが、何とか乗り切っている。久世家9代・広業の時代に明治維新を迎え、明治2年（1869年）の版籍奉還で広業は知藩事となり、明治4年（1871年）7月の廃藩置県によって関宿藩は廃藩となる。そしてその所領は印旛県に併合された。

## 藩政
関宿は幕府の重要拠点のひとつであった。それを証明するものとして、歴代の藩主家8家の中から22名が老中、3名が京都所司代に在任している。
北条氏重はわずか3年間の統治であったが、その間に江戸川と権現堂川の治水工事に尽力し、関宿城の時の鐘を鋳造するなど大きな治績を挙げている。
久世家の時代には関宿城の新築などが行なわれた。しかし歴代藩主の多くが幕閣になったことから藩財政はその出費で悪化し、さらに利根川や江戸川の水害（寛保2年（1742年）の寛保二年江戸洪水、安政3年（1856年）の洪水など）によって藩内は大被害を受ける。このため幕府から5000両の手当てを受けると共に、水害を恐れて所領2万石ほどを武蔵国など他国に移すほどであった。久世家5代・広運は文政7年（1824年）に藩校・教倫館を創設した。
歴代藩主の中でも最も有名なのは、久世家7代・広周である。広周は藩士・船橋随庵を登用して「関宿落とし」と称される用排水路を建設して領内における水害を防ぐなどの対策を講じた。さらに嘉永4年（1851年）には老中に就任して幕末期における幕政に参与する。広周はどちらかというと開明的な開国派であったため、安政5年（1858年）の日米修好通商条約の調印には賛成していた。しかしその後、大老となった井伊直弼が安政の大獄という粛清を行ない始めると、これに強烈に反対したために直弼の怒りを買い、老中と外国御用取扱を罷免された。その頃、藩政においては広周が新たに登用した杉山対軒らによって無難なく統治が行なわれている。万延元年（1860年）に直弼が桜田門外の変で暗殺されると、広周は安藤信正と共に再度老中に就任し、安藤と共に幕政を執行する立場となった。このとき、1万石を加増されて6万8000石となる。広周は直弼の強硬すぎた路線から一転して信正と共に公武合体運動を推進し、文久2年（1862年）には孝明天皇の妹・和宮を降嫁させることに尽力した。しかしこれら一連の動きは過激な尊皇攘夷派や幕府内でも憤激を生み、同年に坂下門外の変が起こって信正が失脚すると、広周も老中としてふさわしくない態度があったとして同年6月に老中を罷免され、さらに1万石を削減された上、家督を10歳の嫡男である広文に強制的に譲らされ、蟄居謹慎処分となった。後に永蟄居処分となり、広文はさらに1万石を削減された。これにより広周は失意のうちに元治元年6月に死去した。
広周の死後、関宿藩では佐幕派と尊皇派が対立し、これが原因で慶応4年（1868年）の戊辰戦争では若年の藩主を差し置いて藩の主導権をめぐっての抗争（久世騒乱）が起こる。さらに藩内から彰義隊（旧幕府軍）に加わる者などが続出して藩内は混乱し、このような中で同年5月、広文は新政府から5000石を削減され、強制隠居を命じられた。その後も広周時代の功臣であり、藩政の要であった関宿藩家老・杉山対軒が暗殺され、関宿城外曲輪が焼失するなど、幕末期の藩の混乱は著しかった。

## 歴代藩主

### 松平（久松）家
2万石→4万石 譜代
1. 松平康元（やすもと） 従五位下 因幡守 【天正18年藩主就任 - 慶長8年8月14日死去】
2. 松平忠良（ただよし） 従五位下 甲斐守 【慶長8年藩主就任 - 元和2年9月25日移封】

### 松平（能見）家
2万6000石 譜代
1. 松平重勝（しげかつ） 従五位下 大隅守 【元和3年12月藩主就任 - 元和5年10月移封】

### 小笠原家
2万2700石 譜代
1. 小笠原政信（まさのぶ） 従五位下 左衛門佐 【元和5年10月20日藩主就任 - 寛永17年7月2日死去】
2. 小笠原貞信（さだのぶ） 従五位下 土佐守 【寛永17年9月14日藩主就任 - 寛永17年9月28日移封】

### 北条家
2万石 譜代
1. 北条氏重（うじしげ） 従五位下 出羽守 【寛永17年9月28日藩主就任 - 正保元年3月18日移封】〔大番頭〕

### 牧野家
1万7000石→2万7000石 譜代
1. 牧野信成（のぶしげ） 従四位下 豊前守 【正保元年3月18日藩主就任 - 正保4年11月26日隠居】〔大番頭 小姓組番頭 御書院番頭〕
2. 牧野親成（ちかしげ） 従四位下 佐渡守 侍従 【正保4年11月26日藩主就任 - 明暦2年移封】〔御書院番頭 京都所司代 御膳番〕

### 板倉家
5万石→4万5000石 譜代
1. 板倉重宗（しげむね） 従四位下 周防守 侍従 【明暦2年8月15日藩主就任 - 明暦2年12月1日死去】〔京都所司代 御書院番頭〕
2. 板倉重郷（しげさと） 従五位下 阿波守 【明暦3年3月23日藩主就任 - 寛文元年12月17日死去】〔奏者番 寺社奉行〕
3. 板倉重常（しげつね） 従四位下 大和守 侍従 【寛文2年2月18日藩主就任 - 寛文9年2月25日移封】

### 久世家
5万石 譜代
1. 久世広之（ひろゆき） 従四位下 大和守 侍従 【寛文9年6月25日藩主就任 - 延宝7年6月25日死去】〔御小姓 御膳番 若年寄 老中 御小姓組番頭 御徒頭 御小納戸〕
2. 久世重之（しげゆき） 従四位下 大和守 侍従 【延宝7年8月6日藩主就任 - 天和3年8月21日移封】〔奏者番2回 寺社奉行 若年寄〕

### 牧野家
5万3000石→7万3000石 譜代
1. 牧野成貞（なりさだ） 従四位下 備後守 侍従 【天和3年9月2日藩主就任 - 元禄8年11月29日隠居】〔側衆 側用人〕
2. 牧野成春（なりはる） 従四位下 備前守 侍従 【元禄8年11月29日藩主就任 - 宝永2年10月晦日移封】

### 久世家
5万石→6万石→5万8000石→6万8000石→5万8000石→4万8000石→4万3000石 譜代
1. 久世重之（しげゆき） 従四位下 大和守 侍従 【宝永2年10月31日再任 - 享保5年6月27日死去】〔老中〕
2. 久世暉之（てるゆき） 従五位下 讃岐守 【享保5年8月12日藩主就任 - 寛延元年8月22日隠居】
3. 久世広明（ひろあきら） 従四位下 大和守 【寛延元年8月22日藩主就任 - 天明5年1月24日死去】〔奏者番 寺社奉行 大坂城代 京都所司代 老中〕
4. 久世広誉（ひろやす） 従五位下 大和守 【天明5年3月10日藩主就任 - 文化14年11月隠居】
5. 久世広運（ひろたか） 従五位下 長門守 【文化14年11月藩主就任 - 文政13年8月死去】
6. 久世広周（ひろちか） 従四位下 大和守 侍従 【文政13年10月藩主就任 - 文久2年8月16日強制隠居】〔奏者番 寺社奉行 老中（2回）〕
7. 久世広文（ひろふみ） 従五位下 隠岐守 【文久2年8月藩主就任 - 明治元年5月隠居】
8. 久世広業（ひろなり） 従五位下 【明治元年12月藩主就任 - 明治4年7月14日藩知事免官】

## 幕末の領地
- 下総国
  - 葛飾郡のうち - 29村（うち1村を岩槻藩に編入）
  - 猿島郡のうち - 48村
  - 相馬郡のうち - 8村
- 陸奥国（岩代国）
  - 信夫郡のうち - 6村（第1次福島県に編入）
- 常陸国
  - 信太郡のうち - 14村（土浦藩に編入）
  - 筑波郡のうち - 2村
- 下野国
  - 都賀郡のうち - 19村
  - 河内郡のうち - 7村
- 和泉国
  - 和泉郡のうち - 9村（堺県に編入）